# Togo az első világháborúban
Togo a Német Birodalom afrikai gyarmatainak egyike volt, közülük is a legkisebb. Miután kitört 1914-ben az első világháború, elkezdődtek az afrikai hadszíntéren is a harcok. Togo kis mérete és szegényes gazdasága ellenére fontos volt a németek számára. A Togo területén lévő, a háború kitörését megelőzően Kaminában felállított rádióállomás 1914. júniusára képes volt az 5500 km távolságban levő naueni német rádióadóval rendszeres kapcsolatot fenntartani, így összekötve a gyarmatokat az anyaországgal. A gyarmatot 1914. augusztus 6-án az angol Aranypartról 600 katona, míg keletről, Francia Nyugat-Afrika területéről ötszáz fő, többségében szenegáli lövész lépte át a határt. A német gyarmaton (fontossága ellenére) nem állomásozott hivatásos német és jól kiképzett gyarmati katonákból álló Schutztruppe (Gyarmati véderő), csak rendvédelmi és félkatonai egységek álltak rendelkezésre.  A rövid ideig tartó harcok során a Német Birodalom nem tudta megvédeni elszigetelt gyarmatát és augusztus 27-ére Togo egész területe ellenséges megszállás alá került. A háború után a volt német gyarmatot a britek és a franciák osztották fel egymás között.

## Háttér

### Togo, a német gyarmat

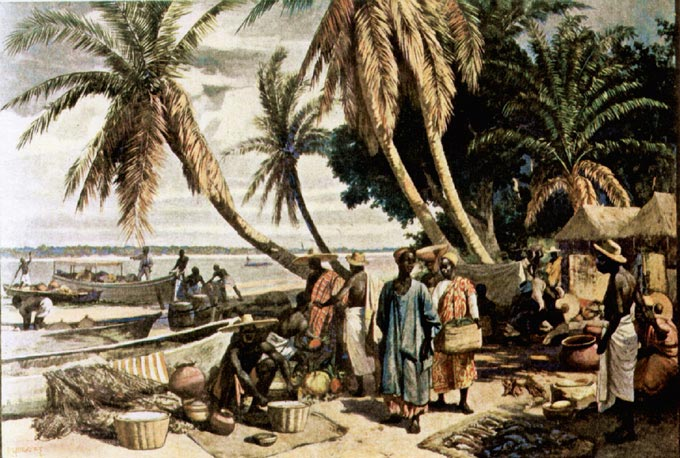
Togo (Rudolf Hellgrewe, 1908)

Togo területén az első németek kereskedők és a misszionáriusok voltak, akik a 19. század közepétől jelentek meg a térségben. Az első a brémai Északnémet Misszió volt, majd az 1892-től katolikus misszionáriusok is érkeztek a térségbe, akik számos iskolát nyitottak a lakosság oktatására (az ekkoriban alapított 342 iskolának köszönhető többek közt, hogy a többi gyarmattal összehasonlítva Togóban viszonylag magas volt az iskolázottság szintje). A Német Birodalom az 1880-as években kezdett beszállni az Afrika gyarmatosításáért folytatott versenybe. 1884-ben Otto von Bismarck német kancellár Gustav Nachtigalt bízta meg egy Nyugat-afrikai úttal. Nachtigal útjának hivatalos célja a kereskedelmi lehetőségek feltérképezése volt, azonban a valódi, tényleges célja az volt, hogy az angolokat megelőzve Togót és Kamerunt német protektorátussá tegye. Nachtigal alig öt nappal az angol felfedezők előtt jutott Togóba és a helyi törzsfőnökkel való tárgyalás eredményeként az 1884. július 4-étől Togoföld német gyarmattá vált (Kamerun is néhány nappal később a németek protektorátusa lett). Gyarmatként a területet főleg kereskedelmi területnek használták: a hagyományos afrikai agrártermékeket (főként pálmatermékeket)a teherhordók a tengerparti kikötőkbe szállították, ahol európai termékekre cserélték őket. Togo volt az egyedüli gyarmat, amely a birodalom pénzügyi támogatása nélkülözve is működőképes volt, bár a 20. század elejéig kapott némi támogatást a német Afrika-alaptól. A bevétel döntő része a vámokból folyt be, továbbá jelentős összegeket jelentett a kereskedéssel foglalkozó cégek éves díjai, illetve a vasutak bevétele. Ezek ellenére a gyarmat a többi német gyarmathoz képest kicsiny gazdasági erővel bírt, exportjának 76%-át a pálmamag és a pálmaolaj jelentette, mely nem volt igazán keresett árucikk. A gyarmatnak emellett a többi német gyarmattól eltérően nem állt rendelkezésére kiképzett, hivatásos védelmi erő. A rendről a békeidőben kb. 560 fős rendőri állomány gondoskodott.
Togo szerepe a világháború kitörésének küszöbén nőtt meg igazán. Togo területén, Kaminában volt Telefunken egyetlen olyan rádióállomás a németek afrikai gyarmatai közül, ami a rádiótechnológia fejlődésével 1914 júniusára a képes lett az 5500 km távolságban levő naueni német rádióadóval rendszeres kapcsolatot fenntartani, így összekötve a gyarmatokat az anyaországgal.
1914. július 28-án kitört az első világháború. A németek négy afrikai gyarmatán: Togóban, Kamerunban, Német Délnyugat-Afrikában és Német Kelet-Afrikában állomásozó német katonák, és a besorozott bennszülöttek száma kb. 30 000 főt tettek ki. A németek helyzetét nagyban nehezítette, hogy nem volt mód az anyaországból utánpótlást küldeni az afrikai gyarmatokra az Atlanti-óceánon kiépülő brit blokád miatt, továbbá hatalmas túlerővel néztek farkasszemet, ugyanis az antant erők a körülvevő gyarmatokon ekkor háromszoros túlerőben, összesen 92 000 fővel rendelkeztek. Togo területén kb. 600-1500 fős haderő tartózkodott, ennek egy része a rendőri állományból került ki, míg másik része főleg besorozott bennszülöttekből és segédcsapatokból állt.

## Togo megszállása

### Francia-brit offenzíva
Augusztus 5-én a brit és francia parancsnokok táviratot kaptak a Togóban állomásozó német fegyveres erők parancsnokától, Hans-Georg von Doering őrnagytól, amelyben a német tiszt tájékoztatni kívánta a francia-brit szövetségeseket arról, hogy a gyarmat semleges kíván maradni, és nem akar részt venni az európai hatalmak háborújában. A brit parancsnok, Frederick Carkeet Bryant fehér zászló kíséretében E. Baker kapitányt küldte a német parancsnokságra. A britek az ultimátumukban azt követelték a német parancsnoktól, hogy 24 órán belül tegyék le a fegyvert és adják át a gyarmatot. A németek elfogadták a feltételeket, azonban hamar nyilvánvalóvá vált, hogy a németek a fegyverletétel helyett evakuálják a fővárost, Lomé-t és gyors ütemben nyomulnak a kaminai rádiadó megvédése céljából.
A hírek hallatán elkezdődött a Togo elleni hadműveletek. A támadó francia csapatok Dahomey (Francia Nyugat-Afrika része, a mai Ghána), a brit csapatok az Aranypart (a mai Benin) térségéből támadva augusztus 6-án lépték át Togo határát és ellenállás nélkül elfoglalták Anecho és Porto Seguro (a mai Agbodrafo) helységeket. A túlerőben lévő támadók szinte ellenállás nélkül vonultak be az ország belseje felé és augusztus 12-én elfoglalták a gyarmat központját, Lomé városát, majd a kaminai német rádióadó felé vonultak tovább. A német csapatok eközben az ország belseje felé vonultak vissza, miközben az ellenséges csapatok lassítása érdekében...
A kis gyarmati hadsereg nem sokáig tarthatta föl a támadó erőket. Néhány szórványos lövöldözés ugyan lezajlott, de augusztus 26-án a német erők megadták magukat. 27-én az egész gyarmatot megszállták a támadók és a németek megsemmisítették a rádióadót. A Togóban zajló kis csetepatékban az a különleges, hogy csak bennszülött katonák haltak meg.

### Harcok a Kaminánál, német kapituláció
Bryant új támadást tervezett Chra-ra. A terv szerint hajnalban kellett volna indulniuk, és aznap csak a nyugati szárnyat támadniuk, azonban a németek visszavonultak az éjszaka folyamán. Sokan a németek közül harcolni akartak, mivel a védelmi pozíciók még viszonylag épek voltak, ámbátor von Doering visszavonta embereit Chra-ból, hogy megvédje a vezeték nélküli állomást Kaminánál.
Ezt követően Bryant emberei az elkövetkező két napot Chra-ba található sebesültek evakuálásával töltötték. A sérültekért egy mentővonat jött. Szerencséjükre a vonat gyorsan ment, mert az ott tartózkodó mérnökök megjavították a félig megsemmisült vasutat.
Augusztus 24. éjjelén a szövetségesek katonái nagy robbanásokat hallottak Kamina felől. Másnap reggel a járőrök átmerészkedtek Kaminára, azonban a vezeték nélküli állomáson nem találták a átviteli hálózatot. A németek demoralizálódtak, mert észlelték, hogy a szövetséges osztagok körbezárták őket.

## Következmények

Togo, ekkor már mandátumterületként való felosztása a Brit Birodalom és Franciaország között

A német erők 1914. augusztus 26-án való megadását követően a brit-francia erők augusztus 27-ére ellenőrzésük alá vonták a gyarmat teljes területét. A harcok során elszenvedett veszteségek mindkét fél szempontjából a világháború más összecsapásaihoz hasonlítva csekélynek mondhatóak. A 83 brit-és 54 francia halt meg vagy sebesült meg a harcok során, míg a német oldalon 41 a halottak és a sebesültek száma. A háború ideje alatt a Togóban zajló harcokban vagy az azt követő hadifogságban meghalt, továbbá az ott szerzett betegségekben elhalálozott, német származású katonák száma a meglévő adatok alapján tizennégy fő. A gyarmat gyors elvesztése előrevetítette a német gyarmatbirodalom sorsát. 1914-15 fordulóján előbb Kamerun, majd a mai Namíbia területén elhelyezkedő Német Délnyugat-Afrika is antant ellenőrzés alá került, és a háború végére Német Kelet-Afrikában is csak Paul von Lettow-Vorbeck tábornok tartott ki erősen megfogyatkozott seregével. Togóban a felrobbantott kaminai rádióadót a britek nem építették újjá. 1916-tól a gyarmatot francia-és brit megszállási övezetekre osztották, megváltoztatták a közigazgatási határokat.
Az 1919-ben megkötött versailles-i békeszerződés értelmében a már megszűnt Német Birodalom elvesztette minden afrikai és ázsiai gyarmatát, kolóniáját. A versailles-i békeszerződés cikkelyének értelmében:
Németország lemond a jelen Szerződés által megállapított európai határain kívül fekvő területekre vonatkozó vagy azokkal kapcsolatos mindazokról a jogokról, igényekről és kiváltságokról, amelyek őt vagy szövetségeseit megillették, továbbá mindazokról a jogokról, igényekről és kiváltságokról, amelyek őt bármely címen a Szövetséges és Társult Hatalmakkal szemben megillették.
Togo területét a versailles-i béke a létrejövő Népszövetség mandátumterületeként két részre osztotta. A volt német gyarmat területileg kb. 60%-i nagyságú, gazdagabb, keleti felét Francia Nyugat-Afrikához csatolták, míg keskenyebb, nyugati fele brit irányítás alá került, s ma a független Ghána része. A francia irányítás alatt álló terület 1960-ban vált függetlenné, mint a mai, modern Togói Köztársaság.